# Horstmar
Horstmar is een stad en gemeente in de Duitse deelstaat Noordrijn-Westfalen, gelegen in de Kreis Steinfurt. De gemeente telt 6.595 inwoners (31 december 2020) op een oppervlakte van 44,75 km². Het stadje heeft een historisch stadscentrum.

## Indeling van de gemeente
Tot de gemeente behoren, naast het stadje Horstmar, sinds 1969 het 5 km noordelijker gelegen dorp Leer en enkele gehuchten, waarvan Alst met ca. 250 inwoners het belangrijkste is.

## Ligging, verkeer, vervoer
Horstmar ligt in het Münsterland, ca. 20 km ten noordoosten van Coesfeld en ca. 30 km ten westnoordwesten van de stad Münster en slechts enkele km ten oosten van de 158 m hoge Schöppinger Berg. Leer ligt aan de noordflank van deze heuvel.

### Aangrenzende gemeenten
| Aangrenzende gemeenten | Aangrenzende gemeenten | Aangrenzende gemeenten | Aangrenzende gemeenten | Aangrenzende gemeenten |
| ---------------------- | ---------------------- | ---------------------- | ---------------------- | ---------------------- |
| Metelen (10 km)        |                        |                        |                        | Steinfurt (12 km)      |
|                        |                        |                        |                        |                        |
| Schöppingen (5 km)     |                        |                        |                        |                        |
|                        |                        |                        |                        |                        |
| Rosendahl (11 km)      |                        |                        |                        | Laer (5½ km)           |

### Wegverkeer
De belangrijkste doorgaande weg (geen Bundesstraße) is de provinciale weg Steinfurt-Rosendahl-Coesfeld. Door de gemeente lopen verder alleen secundaire wegen.
De dichtstbijzijnde Autobahnen zijn:
- Autobahn A1 afrit 77 Kreuz Münster-Nord, ca. 25 km zuidoostwaarts
- Autobahn A31 afrit 31 Heek of 32 Ahaus, ca. 19 resp. 22 km westwaarts.

### Openbaar vervoer
Eén maal per uur doet bus  R81 (Steinfurt – Coesfeld v.v.) Horstmar aan. Ook lijn 70 Münster-Schöppingen v.v. (vanaf Schöppingen af en toe doorrijdend tot Vreden met aldaar overstapmogelijkheid naar Winterswijk) doet Horstmar aan, echter 's morgens na de spits alleen richting Münster.
Per openbaar vervoer is de gemeente verder alleen per scholierenbus of buurtbus bereikbaar.
In of nabij de gemeente zijn, uitgezonderd dat te Steinfurt,  geen treinstations.

## Niet te verwarren met
- Horstmar, stadsdeel van Lünen aan de noordrand van het Ruhrgebied.
- Leer bij Horstmar is een andere plaats dan de stad Leer in het Eemsland.
- Het gehucht Haltern ten westen van Leer is een andere plaats dan de stad Haltern am See.

## Economie
Op de locatie van de in het vierde kwart van de 20e eeuw gesloten kousenfabriek Schulte & Dieckhoff zijn enige belangrijke andere bedrijven gevestigd. Het grootste daarvan is Schmitz Cargobull, waarvan het hoofdkantoor zetelt te Altenberge. Diverse uiteenlopende afdelingen van Schmitz Cargobull, dat wereldwijd aanhangers en vrachtwagen-opleggers fabriceert en verhandelt, zijn te Horstmar gevestigd. Ook Coppenrath Verlag, een uitgeverij van voornamelijk kinderboeken uit Münster, heeft een verkoopkantoor te Horstmar. Daarnaast is er een middelgrote plasticfabriek.
De gemeente heeft verder, naast landbouwbedrijven, enig ander midden- en kleinbedrijf van nagenoeg alleen lokale betekenis. Vanwege de fraaie omgeving en de historische gebouwen in het stadje is er enig toerisme, vooral gericht op deelnemers aan meerdaagse fietstochten.

## Geschiedenis
Horstmar is in de vroege middeleeuwen ontstaan. In een document van de Abdij Werden van kort na het jaar 1000 zijn de aanduidingen: In Hurstmere... en de herenboerderij curtis Leheri (Leer) te vinden. In de 9e eeuw bestond er een kasteel aan de zuidrand van het huidige stadje. Het werd bewoond door de ridders Von Horstmar. Horstmar ontwikkelde zich tot een vierkant, ommuurd stadje. Wanneer de stadsrechten verleend zijn, is onbekend, maar vermoed wordt, dat een van de prinsbisschoppen van Münster dit in de middeleeuwen heeft gedaan. In de 14e eeuw ging het bezit over op de graven Von Cappenberg, en in de 16e eeuw op de prinsbisschoppen van Münster; de vorige heren te Horstmar waren reeds sinds 1266 leenroerig aan deze kerkvorsten. Dezen delegeerden het bestuur en de verdediging van Horstmar aan Burgmannen, leden van de lagere adel die in kasteelachtige huizen of herenboerderijen (Burgmannshöfe) langs de stadswal woonden. Van de 8 Burgmannshöfe, die er in de 16e en 17e eeuw bestonden, zijn er vier bewaard gebleven. Ze worden alle nog steeds door voorname families bewoond, of zijn als kantoorpand in gebruik. Het 16e-eeuwse, gezien de architecturale bijzonderheden wellicht door een architect uit Holland ontworpen Haus Alst, 3½ km ten noordoosten van het stadje, had eenzelfde doel. Dit is als woonkasteeltje in gebruik bij een adellijke familie.
Het Prinsbisdom Münster had vanaf de middeleeuwen tot 1803, als (op de Duitse keizer na) hoogste landheer, bijna voortdurend zeggenschap over het gebied van Horstmar. Het (in 1635 verwoeste) kasteel van Horstmar heeft tientallen jaren lang,  in de 15e en vroege 16e eeuw, als residentie van de prinsbisschoppen gefungeerd. De invloed van de Reformatie in de 16e eeuw was zodoende, zeker vanaf de Dertigjarige Oorlog, te verwaarlozen. De grote meerderheid van de christenen in de gemeente is mede daardoor altijd rooms-katholiek gebleven.
Van 1803 tot 1806 bestond er een graafschap Salm-Horstmar.
Vanaf de Napoleontische tijd tot 1938 was Horstmar, evenals het huidige Delden (Overijssel) in Nederland (Stad Delden en Ambt Delden), verdeeld in een stads- en een kerspelgemeente, die het om de stad gelegen platteland omvatte. Een dergelijke situatie bestond op meer plaatsen in deze gewesten.
Van 1919 tot in de jaren 1990 was de firma Schulte & Dieckhoff in Horstmar gevestigd. Deze textielfabriek was gespecialiseerd in sokken, kousen en nylonkousen. Ze voerde het ook in het Nederlandse taalgebied bekende kousenmerk nurdie of Nur Die. Dit (nog bestaande) handelsmerk werd later aan een ander bedrijf verkocht.

## Bezienswaardigheden
- De gotische St.-Geertruidenkerk (Gertrudis-Kirche) in Horstmar dateert uit de tweede helft van de 14e eeuw en werd in de 19e eeuw en in 1982 ingrijpend gerestaureerd.
- De vier kasteelachtige Burgmannshöfe in het stadje (alle bewoond en niet van binnen te bezichtigen)
- Haus Alst, ook een Burgmannshof ca. 3½ km ten noordoosten van Horstmar (bewoond en niet van binnen te bezichtigen)
- De heuvel Schöppinger Berg, waarvan de noordkant bij Leer met fraai bos begroeid is, en op welks top men van een fraai panorama kan genieten
- Verspreid door de gemeente staan nog enige schilderachtige oude boerderijen en watermolens.

## Stedenbanden
- Zutphen (Nederland), van 1991 t/m 2018; door de gemeente Zutphen beëindigd.

## Trivia
- In het oude treinstation Horstmar-Laer, gelegen aan de tot fietspad omgebouwde spoorlijn tussen Steinfurt en Coesfeld, is in 2016 een museum geopend over varkens.[5][6]

## Afbeeldingen

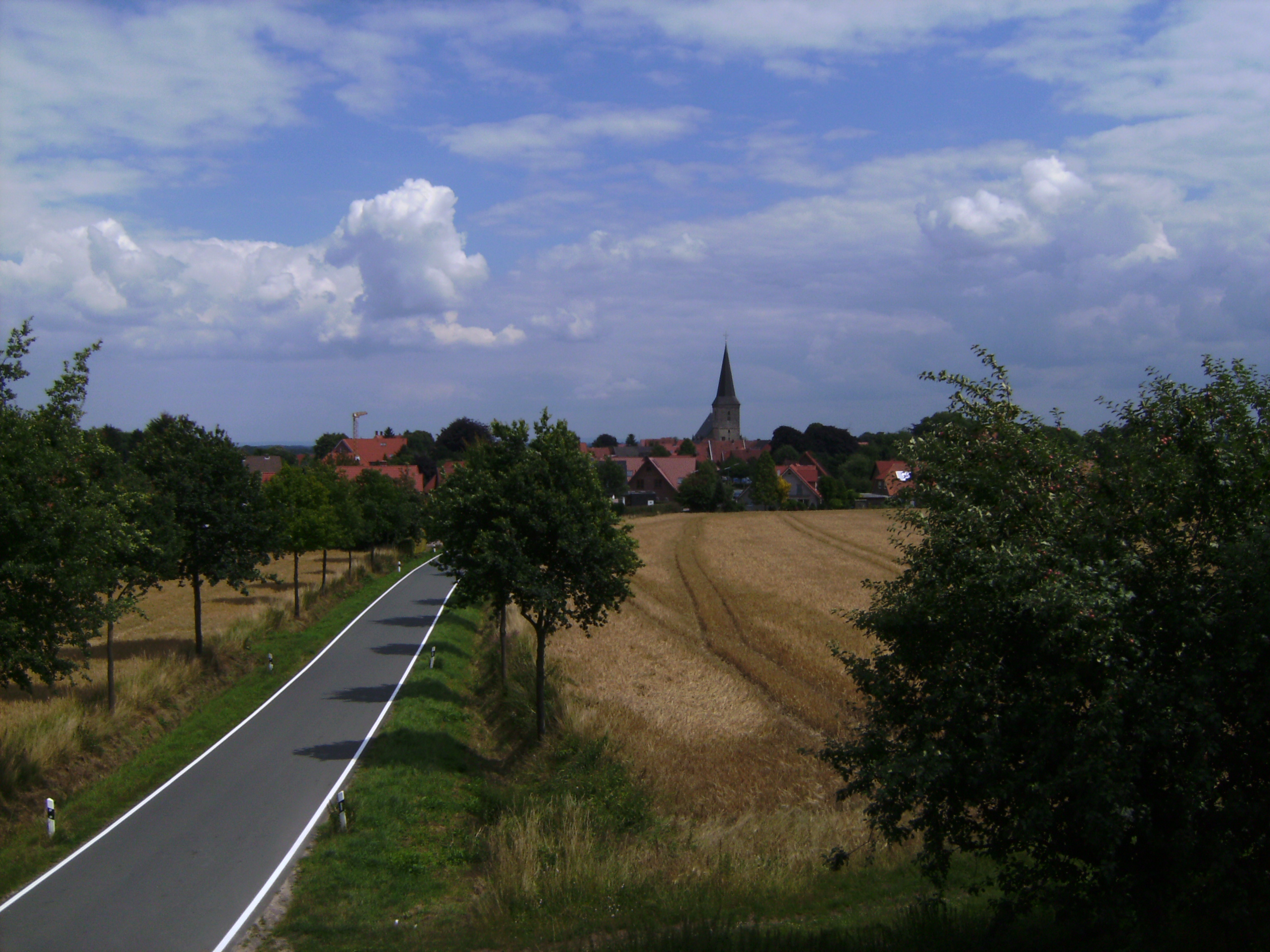
Gezicht op Horstmar
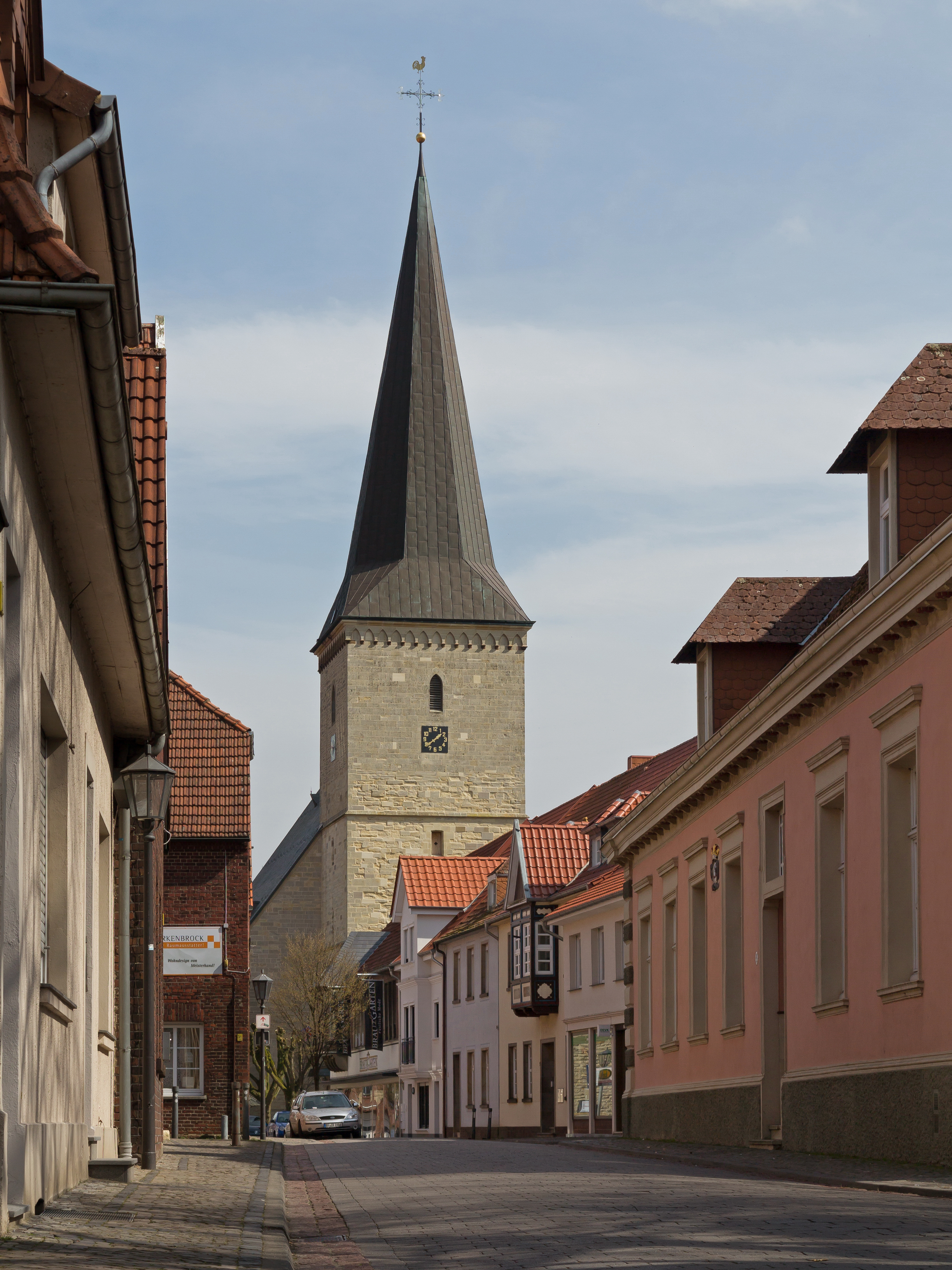
Sankt Gertrudis Kirche
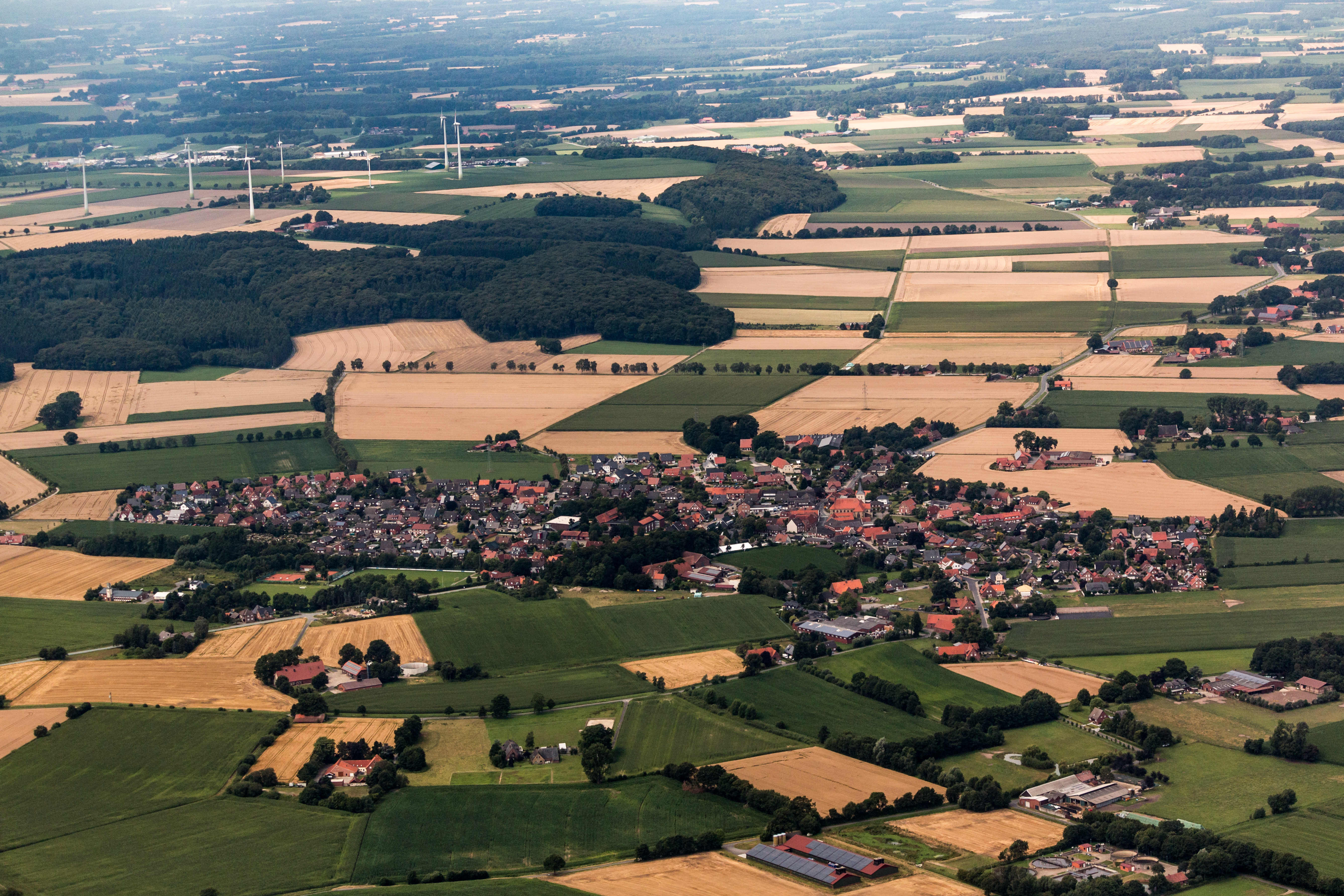
Gezicht op Leer, gem. Horstmar
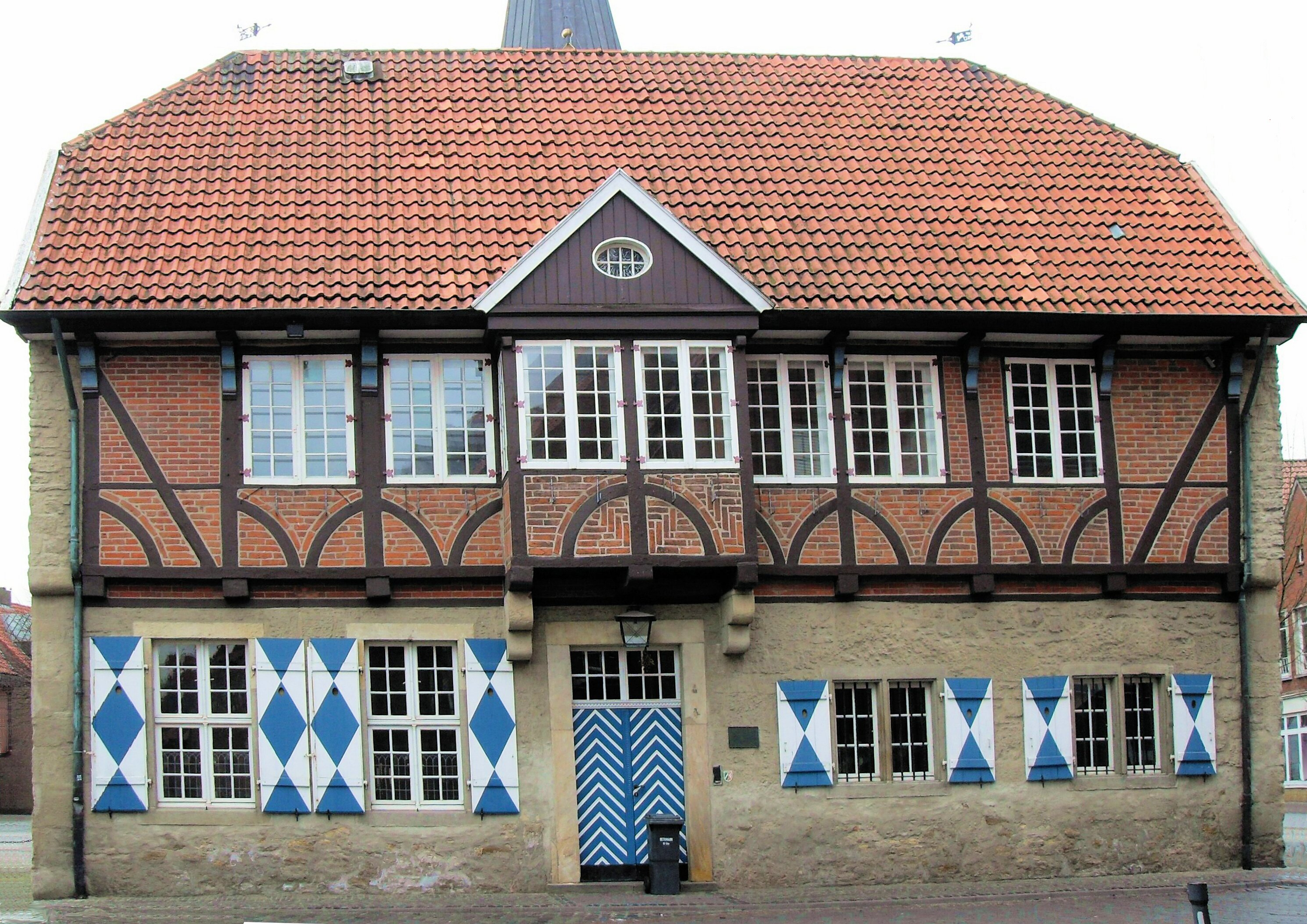
Gemeentehuis (1571)
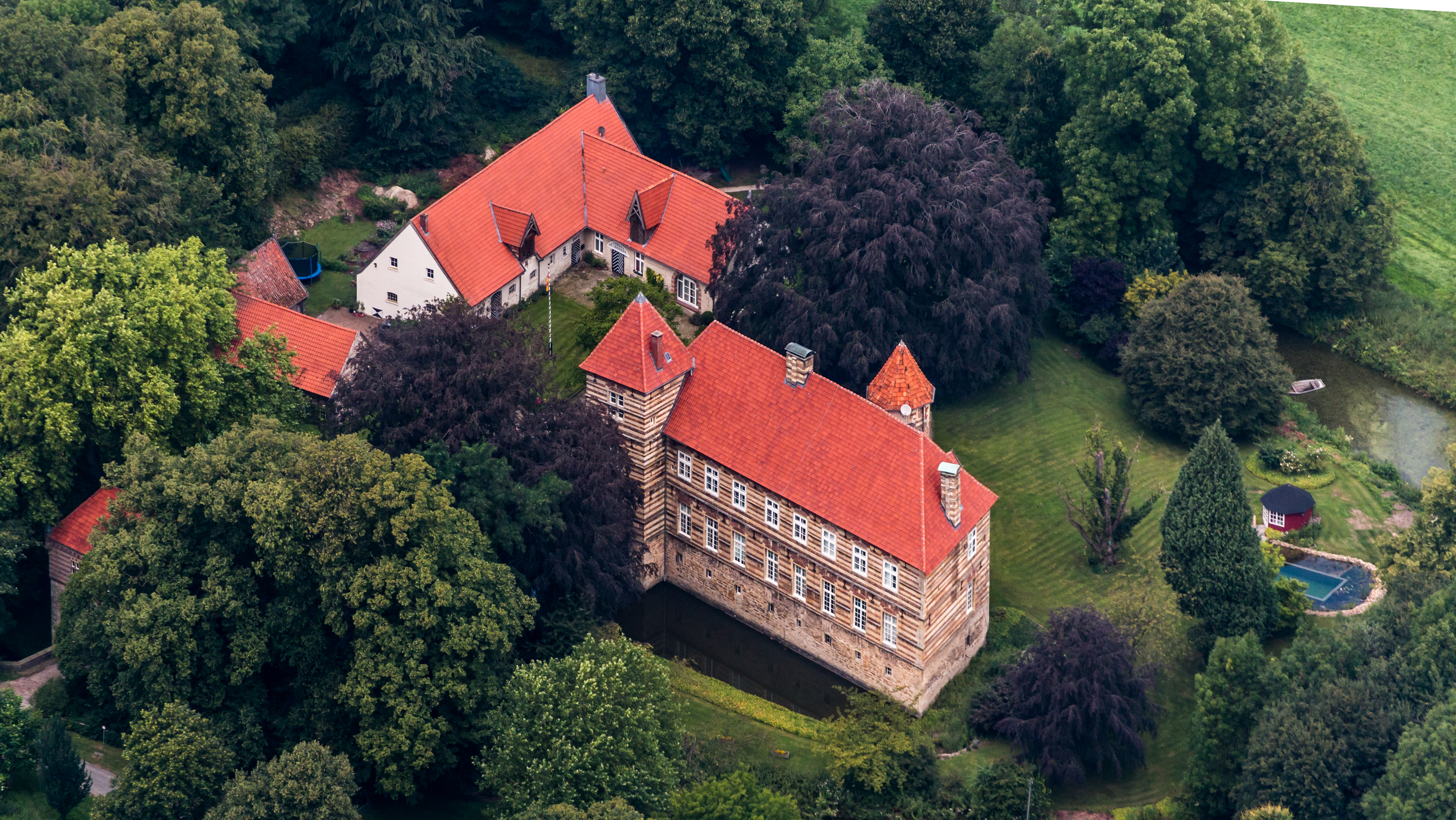
Haus Alst (1624)
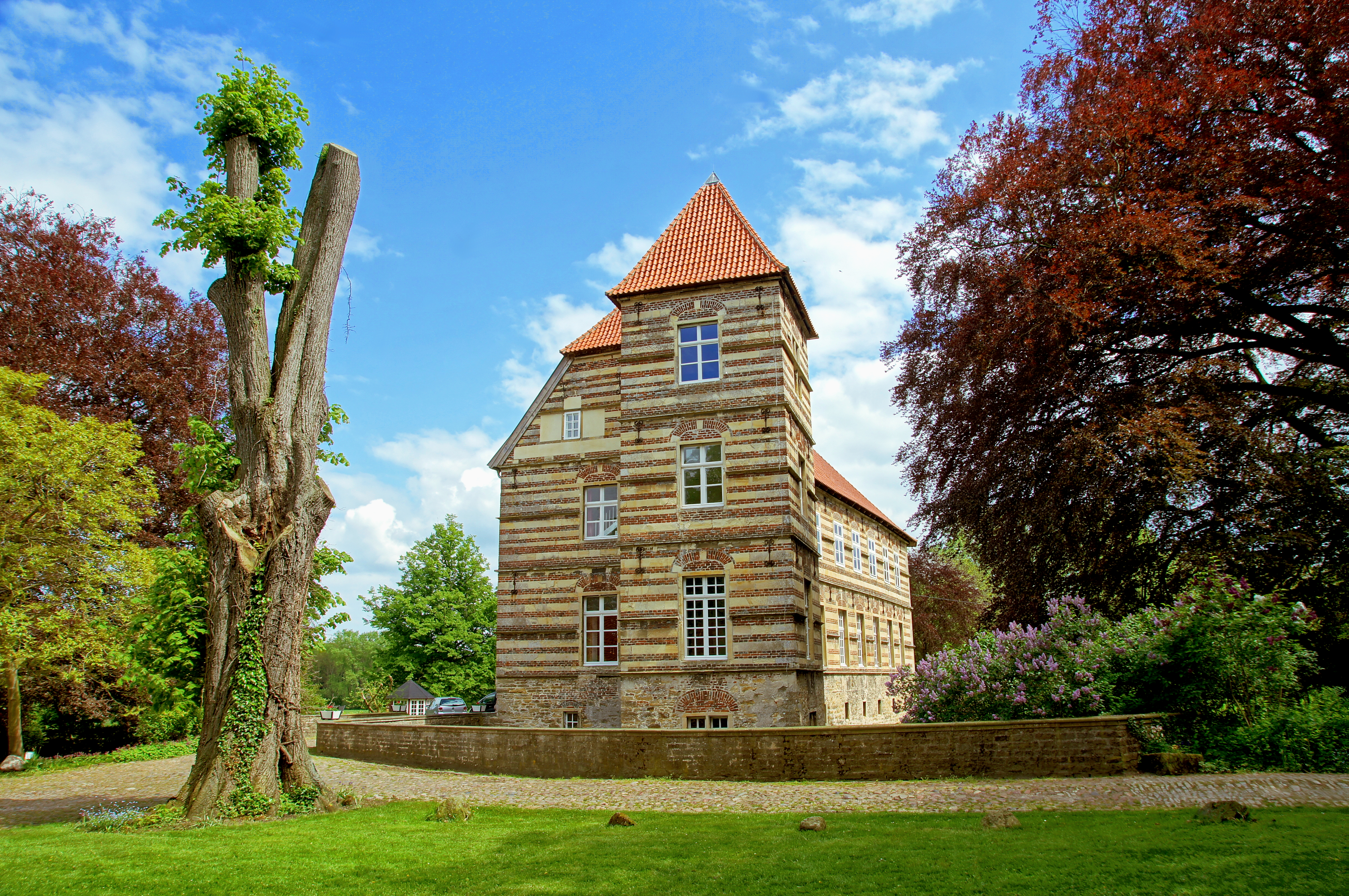
Haus Alst (2). Opvallend is de speklagenbouw, typisch Hollands.
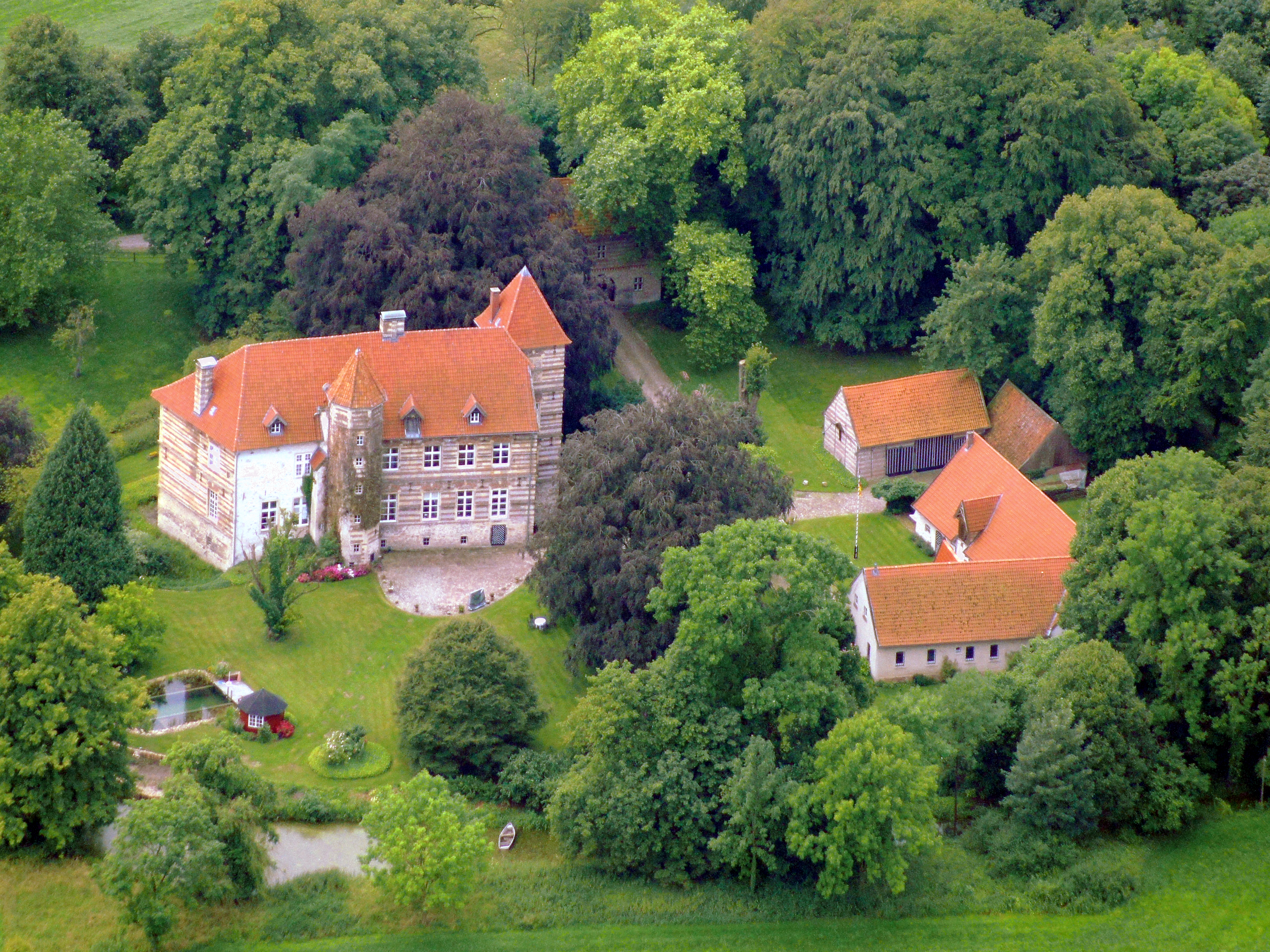
Haus Alst vanuit de lucht
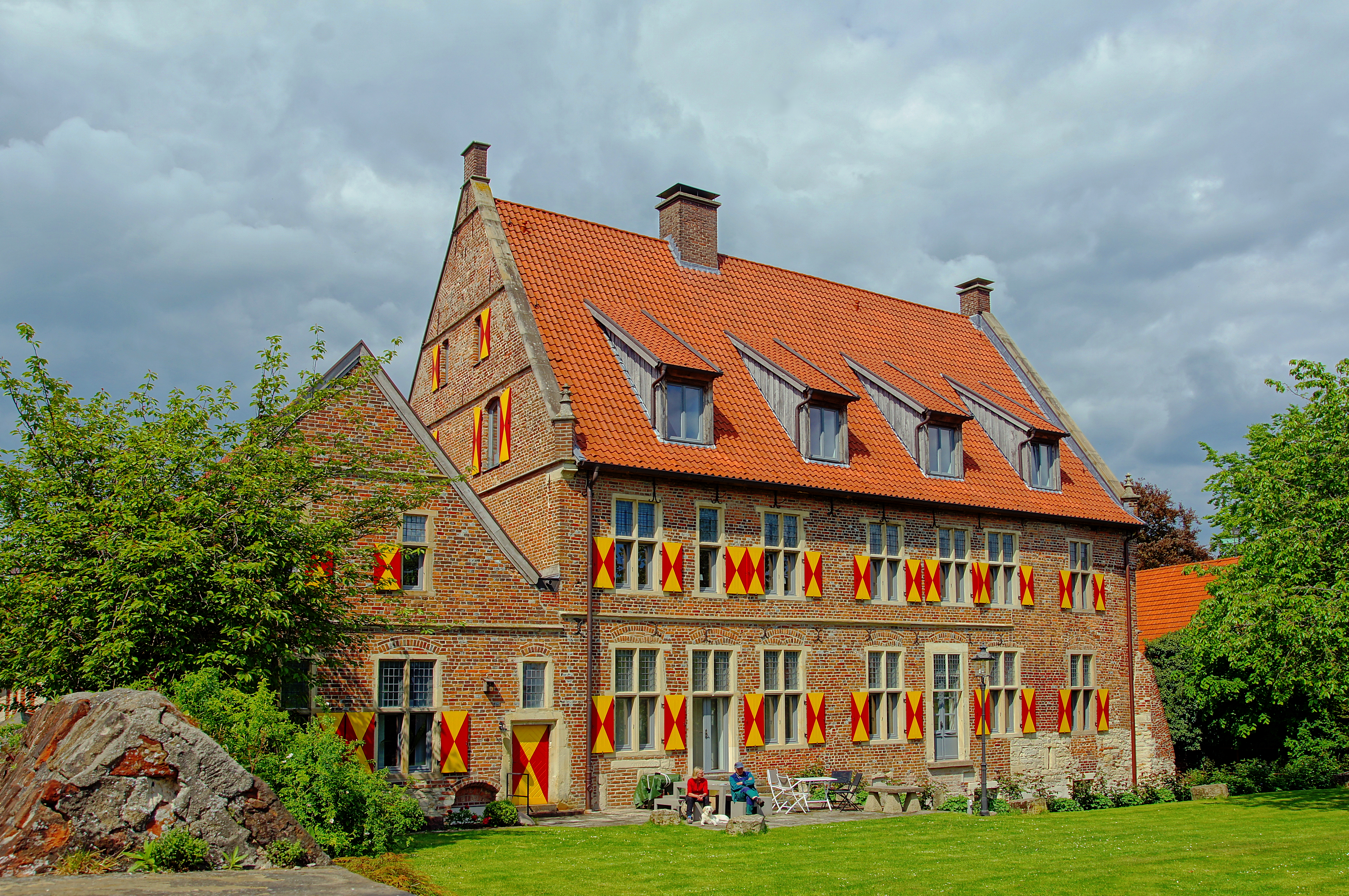
Münsterhof (ca. 1550)
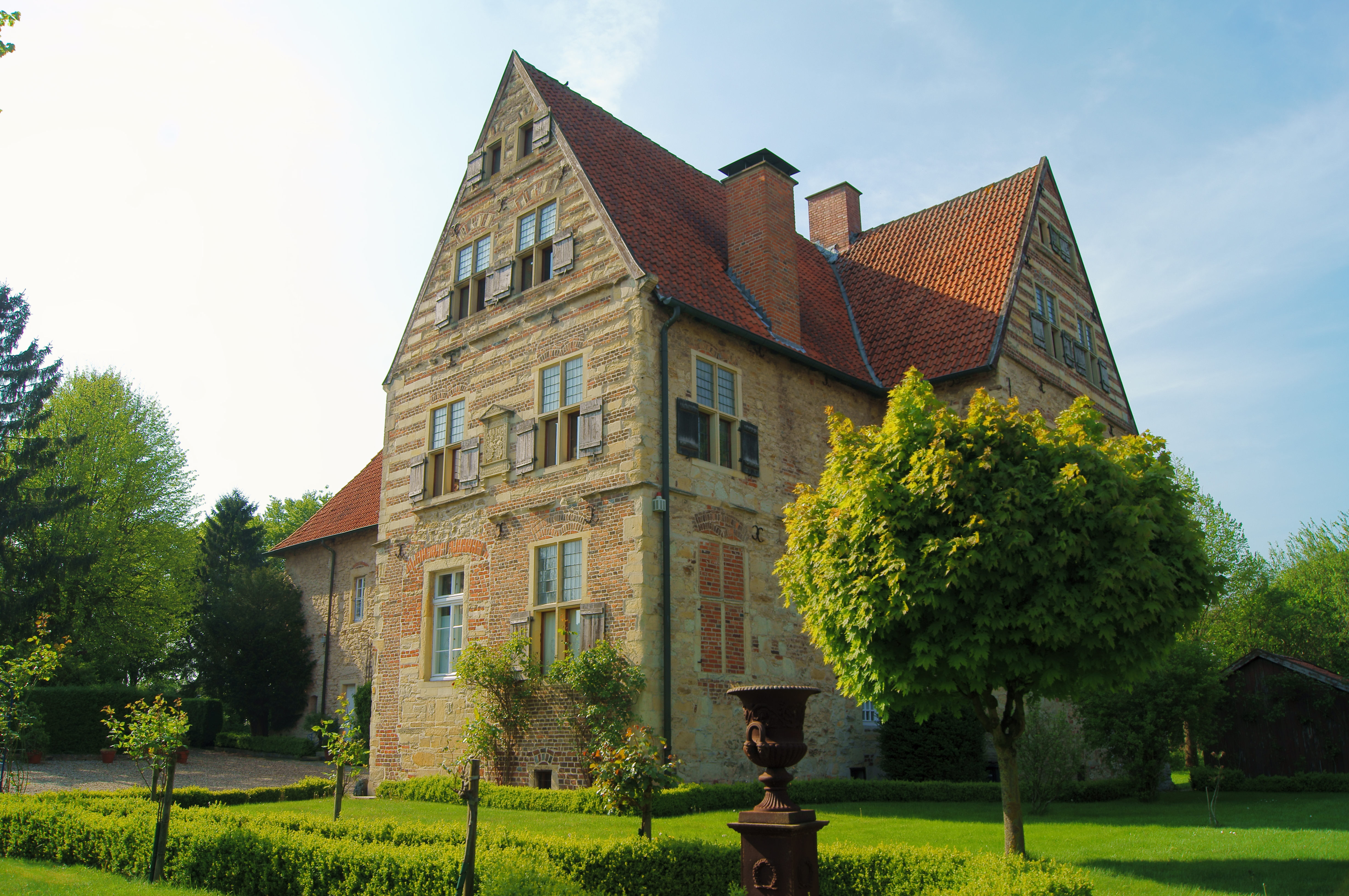
Merveldter Hof (1561)
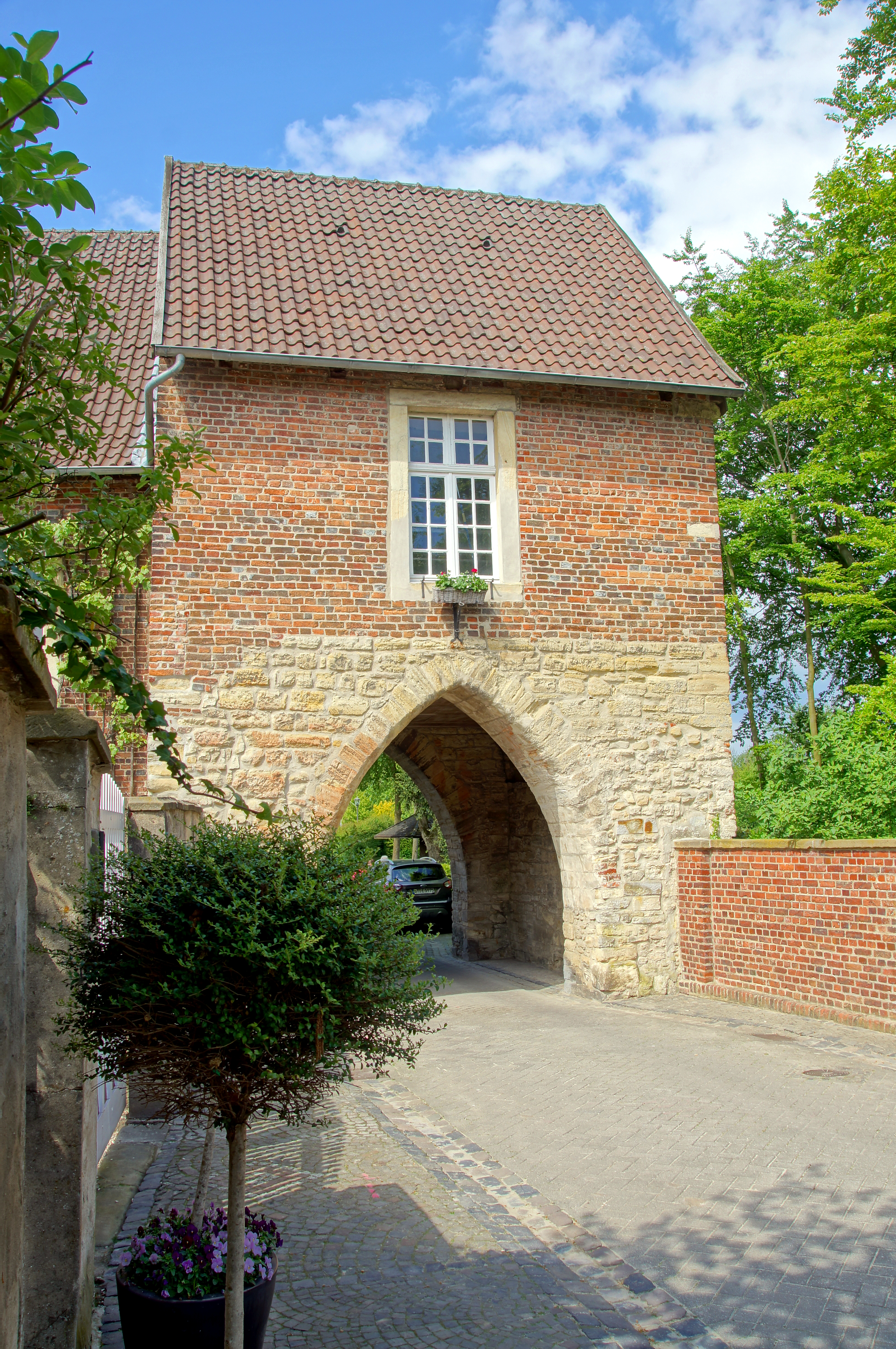
Poort in de Sendenhof
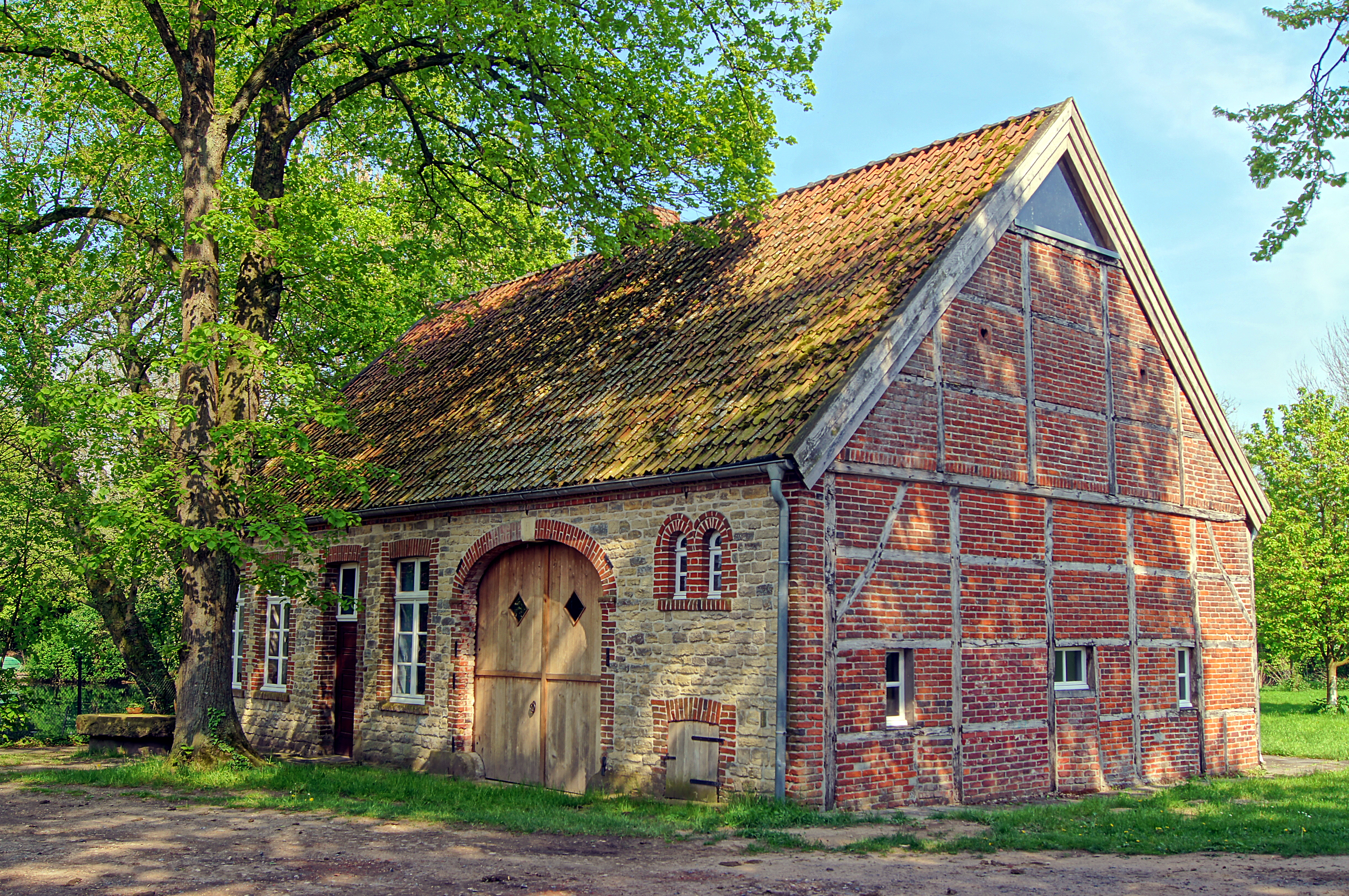
Watermolen Janning, iets ten oosten van Leer
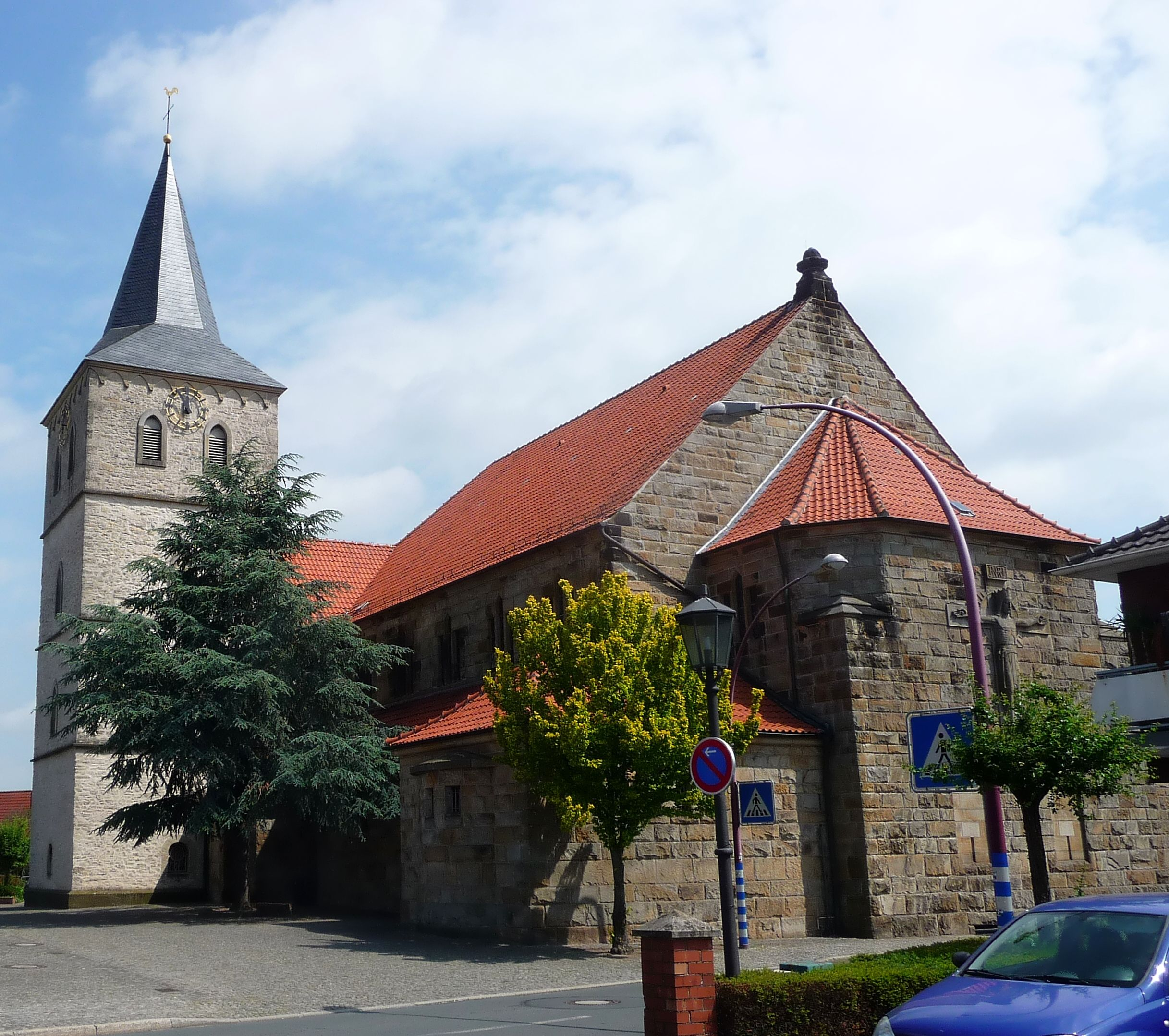
Cosmas- en Damianuskerk (1920), Leer

## Belangrijke personen met betrekking tot de gemeente

### Geboren
- Berend van Horstmar (Duits: Bernhard der Gute) (ca. 1170 - Ane, 28 juli 1227), ridder, waarschijnlijk geboren op het voormalige kasteel Horstmar

### Overleden
- Maximilian-Friedrich von Droste zu Hülshoff (geb. in 1764 op kasteel Hülshoff, gem. Havixbeck, overl. in 1843 op kasteel Haus Alst), Duits componist, oom en muziekleraar van Annette von Droste-Hülshoff, was bevriend met Joseph Haydn
- Freiherr Burghard von Schorlemer-Alst (geb. in 1825 op kasteel Herringhausen bij Lippstadt, overl. in 1895 op kasteel Haus Alst), invloedrijk Duits conservatief en katholiek politicus, zette zich, o.a. als Rijksdaglid, sterk in voor de belangen der boerenstand en lagere landadel

Altenberge · Emsdetten · Greven · Hopsten · Hörstel · Horstmar · Ibbenbüren · Ladbergen · Laer · Lengerich · Lienen · Lotte · Metelen · Mettingen · Neuenkirchen · Nordwalde · Ochtrup · Recke · Rheine · Saerbeck · Steinfurt · Tecklenburg · Westerkappeln · Wettringen